# Saint-Eustache, Haute-Savoie
Saint-Eustache är en kommun i departementet Haute-Savoie i regionen Auvergne-Rhône-Alpes i sydöstra Frankrike. Kommunen ligger i kantonen Seynod som tillhör arrondissementet Annecy. År 2022 hade Saint-Eustache 486 invånare.

## Befolkningsutveckling
Antalet invånare i kommunen Saint-Eustache
| Referens: INSEE |